# بصراوي (الرقة)
بصراوي قرية سورية تتبع ناحية الجرنية في منطقة الثورة في محافظة الرقة. بلغ عدد سكانها 38 نسمة في عام 2004 حسب إحصاء المكتب المركزي للإحصاء.